# ناو هواپیمابر تایهو
ناو هواپیمابر تایهو (به انگلیسی: Japanese aircraft carrier Taihō) یک ناو هواپیمابر بود بود که طول آن ۲۶۰٫۶ متر (۸۵۵ فوت ۰ اینچ) بود. این ناو در سال ۱۹۴۳ ساخته شد.